# لافترية ثلاثية الفلقات
لافترية ثلاثية الفلقات (الاسم العلمي:Lavatera triloba) هي نوع من النباتات يتبع جنس اللافترية من الفصيلة الخبازية.